# Altoona, Alabama
Altoona là một thị trấn thuộc quận Etowah, tiểu bang Alabama, Hoa Kỳ. Dân số năm 2009 là 966 người, mật độ đạt 86 người/km².